# 명가 (제자백가)
명가(名家)는 중국 춘추전국시대의 제자백가 가운데 하나이다.
춘추전국시대의 사회환경이 변화함에 따라 사물이나 사물의 실태와 그 호칭과의 사이에 복잡한 엇갈림이 생기게 되었다. 예컨대 "군(君)"이라는 말을 보면 그것이 옛날 노예적 봉건사회의 군장(君長)을 뜻할 경우도 있고, 유가가 주장하는 왕도적 군주를 뜻할 때도 있고, 신흥의 봉건 지주계층의 정치적 주권자를 뜻할 때도 있다. 각각 다른 개념에 의하여 군(君)을 논한다면 갖가지의 혼란이 생기지 않을 수 없다. 그로부터 필연적으로 실태와 호명(呼名)을 바로 하려는 명실의 논의가 생겼다. 한편 또 여러 가지 발상을 하나의 논리로 구축하기 위해서는 어떤 종류의 논리학이 필요하였다. 그런가 하면 또 열국 사이를 유세하며 책모(策謨)를 안출하려면 논리를 전개해서 궤변마저 농(弄)하지 않으면 안 되었다. 그리하여 명가라고 불리는 일파의 논리학자들이 출현하였다.
명가에서는 명실을 바로하려고 하는 명실론의 방향과 그리스의 소피스트들과 같이 궤변술을 연구하는 두 흐름이 혼재하였다.

## 등석
명가의 출발은 춘추시대의 정(鄭)의 대부(大夫) 등석(鄧析)에서 시작된다고 한다. 등석은 자산(子産 · 公孫僑: 기원전 585~522)과 함께 정국의 국정에 임하였으나, 자산이 지은 법령의 자구해석을 둘러싸고 일일이 자산과 다투어 마침내 자산에게 살해당했다고 하는 전설이 있다.
그렇게 본다면 등석은 자산이 정한 법에 대하여 변호사적 입장에서 법령의 확대해석을 용허하지 않고 법의 불비를 찔러 자산과 논쟁했던 것이다. 자산은 우수한 정치가로서 공자로부터 존경받은 사람이었으나 그 자산(子産)에게 논리를 구사(驅使)하여 등석은 저항하였던 것이다.
등석의 저서라고 전해지는 《등석자(鄧析子)》가 오늘날 남아 있으나, 그것은 후인이 편집한 것이지 등석이 지은 것은 아니다. 등석에 대해서는 《여씨춘추(呂氏春秋)》 〈이위편(離謂篇)〉에 설명되어 있다.

## 직하의 학

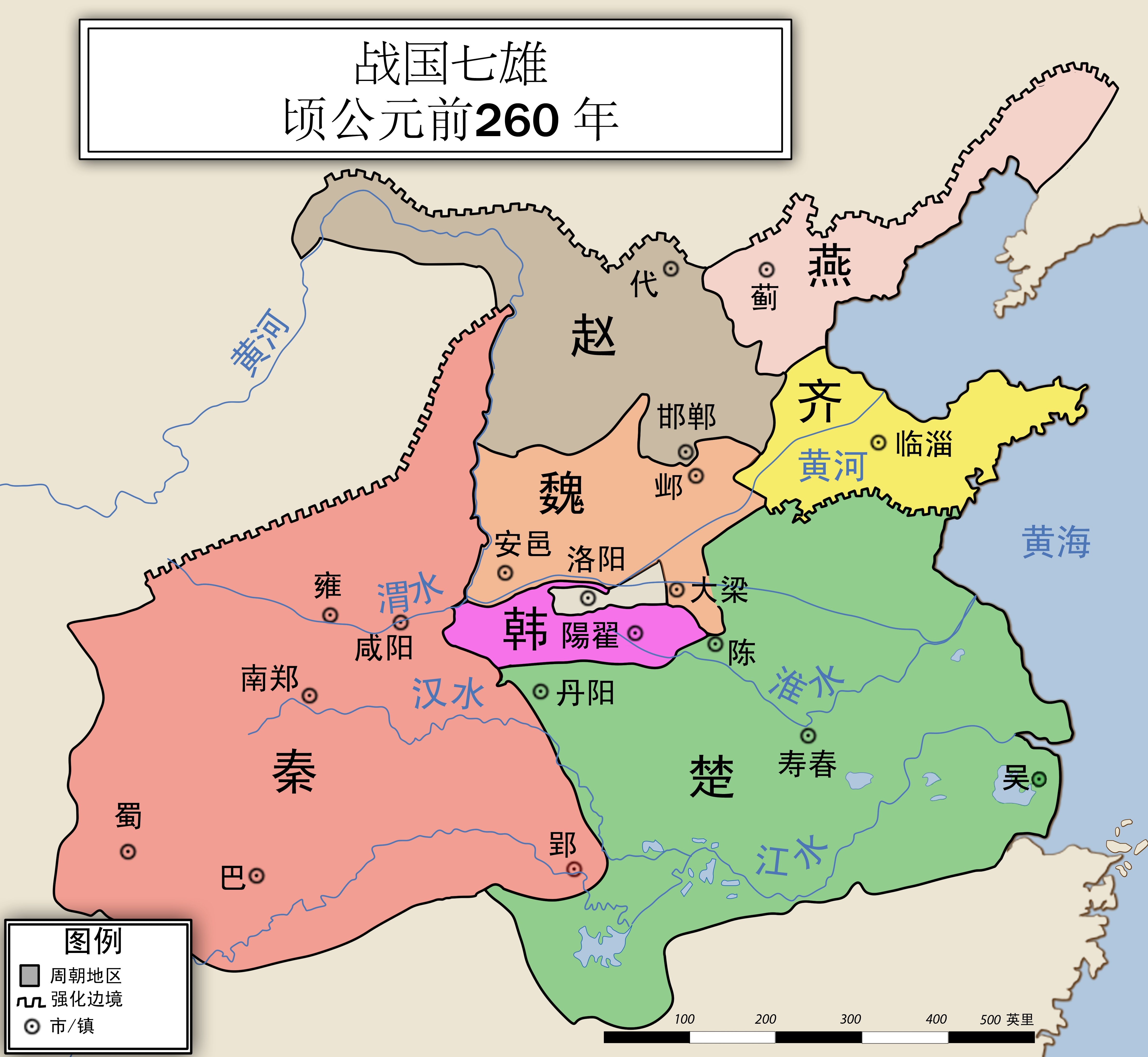
전국 시대(戰國時代: 기원전 403~221) 중 기원전 260년의 전국 칠웅: 연(燕)위(魏)제(齊)조(趙)진(秦)초(楚)한(韓)

명실론은 《묵자(墨子)》의 〈귀의편(貴義篇)〉에 따르면, "명(名)"과 "취(取)"의 문제를 놓고 "명"은 개념적 지식, "취"는 사실에 즉(卽)한 구체적 인식으로 "취"야말로 제일의로 생각해야 할 것이라고 하였다. 가치관이 변동하는 사회에서는 "실(實)"을 먼저 주시해야 할 것을 말한 것이다. 묵가의 이러한 생각은 바로 묵가 후학의 논리학으로 발전하였다.
제(齊)는 지금의 산동성(山東省)에 자리잡고 있던 나라였는데, 그 위왕(威王), 선왕(宣王) 시대(기원전 357~301)에 천하의 학자를 초대하여 잘 대접하였다. 제나라(齊)의 수도였던 임치(臨淄)의 도성(都城) 남문을 직문(稷門)이라고 하였는데 이 직문 아래에 초빙한 학자의 저택을 짓게 하였으므로 세상에서 이 시기의 학술을 직하(稷下)의 학 또는 직하학궁(稷下學宮)이라고 하였다.
이 직하(稷下)에 모여든 학자 중에는 묵가의 송견(宋銒)과 윤문(尹文)이 있었다. 이 두 사람은 개념의 분석을 왕성하게 행한 듯한데, 그것을 별유(別宥)라고 칭하였다(《莊子》 〈天下篇〉). 유(宥)라 함은 구역의 뜻이니 개념의 경계를 변별하는 것이 즉 별유이다.
송견 · 윤문의 후배에 공손룡(公孫龍)이 있었다.

## 혜시와 공손룡
묵가(墨家)의 논리학을 해설한 것이 《묵자》중의 〈묵경편(墨經篇)〉이다. 〈묵경편〉은 경상(經上) · 경하(經下) 및 경설상(經說上) · 경설하(經說下) · 대취(大取) · 소취(小取)의 6편으로 되었고 묵가의 후학에 의해 기록되었다. 그 중에 공손룡의 궤변을 해설하고 있는 것으로 보아 저작된 시대는 혜시(惠施), 공손룡보다 후인 것 같다. 공손룡이 묵가와 관계가 깊었던 것은 이것으로 알 수 있다.
궤변적 논리학은 혜시(惠施)에서 시작되어 공손룡(公孫龍)에 의하여 깊어진 것이지만, 《공손룡자(公孫龍子)》에 보이는 공손룡의 이론("백마(白馬)는 말이 아니다" 등)은 얼른 보기에는 별 것 아닌 듯하다. 그렇지만 그 논리의 구성이나 발상 방법이 근대과학의 수학이나 물리학의 논증 방식이나 발상에도 견줄 만하다. 다만 중국에서는 이러한 궤변이 단순한 궤변술에 그치고 말았을 뿐이다. 전국시대 말기의 종횡가(縱橫家)라고 칭하는 유세가들은 이런 유(類)의 궤변술을 상당히 많이 활용하였다. 그렇지만 이 명가의 사고방식이나 논리의 형성 방법이 과학사상으로 전개된 일은 전부터 없었다.
중국인은 별로 추상적인 이론을 좋아하지 않는다. 그 사고는 보다 현실적이고 구체적이길 바란다. 따라서 명가의 설은 공손룡(公孫龍) 이후 학술적으로 거의 발전하지 못하였고 근근히 묵가의 후학에 의하여 〈묵경(墨經)〉이 정리된 것에 그쳤다. 그러나 명실론은 그 후 순자(荀子)에게 받아들여져 이후 유가의 주요한 과제가 되었다.

## 같이 보기
- 논리사

## 참고 문헌
- 이 문서에는 다음커뮤니케이션(현 카카오)에서 GFDL 또는 CC-SA 라이선스로 배포한 글로벌 세계대백과사전의 "동양사상 > 동양의 사상 > 중국의 사상 > 제자백가의 사상 > 명가의 사상" 항목을 기초로 작성된 글이 포함되어 있습니다.